# Schlatter-Gletscher
Der Schlatter-Gletscher ist ein Gletscher im ostantarktischen Viktorialand. In der Asgard Range fließt er in südlicher Richtung zum Lake House im Pearse Valley.
Das Advisory Committee on Antarctic Names benannte ihn 1976 nach dem chilenischen Biologen Roberto Pablo Schlatter Vollmann (* 1944), der im Rahmen des United States Antarctic Program an den Untersuchungen zur Massenbilanz des Gletschereises in den Antarktischen Trockentälern zwischen 1969 und 1971 in zwei antarktischen Sommerkampagnen am Beringungsprogramm von Adeliepinguinen und Antarktikskuas beteiligt war.